# 山本健一 (トレイルランナー)
山本 健一（やまもと けんいち、1979年10月16日 - ）は、日本のトレイルランナー、元公務員（高校保健体育科の教師 ）。フルマークス所属。愛称は「ヤマケン」。

## 経歴
1979年、山梨県韮崎市で生まれる。山梨県立韮崎高等学校、信州大学教育学部卒業。長野県の小・中学校で非常勤講師を経て、山梨県教育委員会採用。山梨県立韮崎工業高等学校や山梨県立北杜高等学校に勤務し、山岳部（冬場はスキー部）の顧問を務めていた。
中学時代、なんでもいいからインターハイで日本一になりたいと考えていたところ、「山岳なら日本一になれる」と親戚から言われたことで、山岳部の強豪校だった韮崎高校に進み、山岳部・スキー部に入部。結果、地元のインターハイで優勝を果たし、新聞にも取り上げられた。また、スキー競技のモーグルにも惹かれ、オリンピック出場を目指して信州大学に進学し、スキー部に所属していた。2年生時に右膝の前十字靭帯を部分断裂し、サポーターが欠かせなくなってしまう。4年生冬には全日本選手権に出場した。
大学卒業後もスキーの練習を続けていたが、登山家の名塚達夫からトレイルランニングのことを教えられ、2004年からハセツネCUP（日本山岳耐久レース）に出場。高校の体育教師を務める傍らでトレイルランニングのレースに参戦し、2008年のハセツネCUPでは当時の日本記録で優勝を果たす。翌年からは100マイルレースに挑戦するようになり、100マイル、160kmのレースを主戦場とする。
トレイルランニングを始めてからもスキーの練習は続けていたが、2009年のウルトラトレイル・デュ・モンブランで8位の成績をあげてからは、トレイルランニングを中心に据えており、毎年、ヨーロッパの100マイルレースに参戦。2012年、グランレイド・デ・ピレネで優勝し、国外のメジャーレースにおける日本人初優勝を達成。同年のウルトラトレイル・マウントフジでも日本人最高位の3位に入り、次代を担うトレイルランナーとして期待を集めるようになった。
2013年6月30日放送の毎日放送『情熱大陸』で山本が取り上げられる。2015年4月10日、韮崎市長特別表彰を受ける。
過去のインタビューではプロになるつもりはないと答えていたが、2019年3月をもって高校教員の職を辞し、4月よりアウトドアブランド・HOUDINIを取り扱うフルマークスと契約し、プロマウンテンアスリートに転向した。
今も冬にはスキー競技も嗜んでおり、クロスカントリースキーの指導者・選手としても活動。2019年には国民体育大会クロスカントリースキー成年男子山梨県代表に選出されている。
山梨県立韮崎工業高等学校の教員時代の生徒にレスリング選手の文田健一郎がおり、東京オリンピックに出場する文田を応援する意味合いもあって、韮崎市の東京オリンピック聖火リレーに参加している。

## 主な戦績
| 年     | 大会                                     | 距離   | 結果 | 記録     | 備考                           |
| ------ | ---------------------------------------- | ------ | ---- | -------- | ------------------------------ |
| 2004年 | 第12回 ハセツネCUP                       | 71.5km | 26位 |          |                                |
| 2005年 | 第13回 ハセツネCUP                       | 71.5km | 26位 |          |                                |
| 2007年 | 第15回 ハセツネCUP                       | 71.5km | 6位  |          |                                |
| 2008年 | 第16回 ハセツネCUP                       | 71.5km | 優勝 | 07:39:16 | 当時日本新記録                 |
| 2009年 | 第7回 ウルトラトレイル・デュ・モンブラン | 166km  | 8位  |          |                                |
| 2010年 | 第8回 ウルトラトレイル・デュ・モンブラン | 90km   | 11位 |          |                                |
| 2011年 | 第9回 ウルトラトレイル・デュ・モンブラン | 166km  | 10位 |          |                                |
| 2012年 | 第1回 ウルトラトレイル・マウントフジ     | 167km  | 3位  |          | 日本人1位                      |
| 2012年 | 第5回 グランレイド・デ・ピレネ           | 160km  | 優勝 |          | 国外メジャーレース日本人初優勝 |
| 2013年 | 第5回 アンドラ・ウルトラトレイル         | 184km  | 2位  |          |                                |
| 2014年 | 第26回 グランレイド・レユニオン          | 173km  | 8位  |          |                                |
| 2015年 | 第3回 レシャップベル                     | 144km  | 2位  |          |                                |
| 2016年 | 第8回 アンドラ・ウルトラトレイル         | 170km  | 2位  |          |                                |
| 2017年 | 第8回 アンドラ・ウルトラトレイル         | 169km  | DNF  |          | 139km地点                      |
| 2018年 | 第4回 ウルトラツール・ モンテローザ      | 170km  | 2位  |          |                                |
| 2019年 | 第31回 グランレイド・レユニオン          | 166km  | 10位 | 27:29:33 | [ 16 ]                         |

## 著書
- トレイルランナー ヤマケンは笑う。（2015年7月23日、カンゼン、ISBN 978-4862553126）